# لوز دي تافيرا إي سانتو إستيفاو
لوز دي تافيرا إي سانتو إستيفاو (بالبرتغالية: Luz de Tavira e Santo Estêvão‏)؛ مدنية في بلدية تافيرا، البرتغال. أُسِّست في عام 2013. بلغ عدد السكانها في عام 2011 حوالي 4535 نسمة. وتصل مساحتها إلى 59.91 كليو متر مربع.